# Lemanyata
Lemanyata ist ein Verwaltungsbezirk (Ward) des Distrikts Arusha DC in der tansanischen Region Arusha.

## Geografie
Lemanyata liegt im Norden von Tansania, etwa 15 Kilometer nordnordwestlich von Arusha zwischen dem Mount Meru und dem Monduli Mountain. Der Bezirk liegt östlich der Nationalstraße T2 und steigt hier von rund 1600 Meter Seehöhe nach Osten auf etwa 2000 Meter an. Er grenzt im Norden an den Bezirk Lengijave, im Osten an das Mount-Meru-Forstreservat, im Süden an den Bezirk Olmotonyi und im Westen an Oltrumet.
Lemanyata hat eine Fläche von 23 Quadratkilometern. Bei der Volkszählung 2022 lebten hier 14.672 Menschen in 3399 Haushalten.

## Gliederung
Der Bezirk besteht aus drei Gemeinden (Mtaa) mit neun Orten (Kitongoji):
| Lemanyata - Lemanyata - RC Mission - Olmotony | Olkokola - Olama - Engorika - Sando - Stesheni | Lenjani - Lenjani - Matimu |

## Wirtschaft und Infrastruktur
- Gesundheit: Im Bezirk befinden sich ein staatliches Gesundheitszentrum[7] und eine private Apotheke,[8] beide liegen in der Gemeinde Olkokola.
- Bildung: Die Mukulat Secondary School ist eine staatliche Schule mit einer Ausbildung bis zur 4. Stufe.[9]
- Verkehr: Die Bezirksgrenze im Westen bildet die asphaltierte Nationalstraße T2, die Arusha im Süden mit Kenia im Norden verbindet.[10]